# Datorspel baserade på The Simpsons
Det har släppts ett antal officiella datorspel som använder karaktärer från den amerikanska TV-serien The Simpsons. TV-seriens popularitet motiverade datorspelsindustrin att vända sig till karaktärerna och landskapet i Springfield. Medan kritikers och folkets åsikter har varit blandade, har flertal av spelen sålt riktigt bra, några av de spel som det har gått bäst för är Konamis arkadspel The Simpsons och Acclaim Entertainments The Simpsons: Bart vs. the Space Mutants.
Datorspelen är utbredda över många genres och system, inkluderande The Simpsons Hit & Run, The Simpsons Road Rage, The Simpsons Skateboarding, The Simpsons: Virtual Springfield, The Simpsons: Bart vs. The Juggernauts och Krusty's Super Fun House. De senare generationen av spelen blev mer omtyckta med start vid Road Rage. Det har släppts två pinball-spel, det första under en begränsad tid efter säsong 1, och det andra fortfarande tillgängligt.
Vivendi Universal Games, förläggaren av de senare spelen, tillkännagav att efter att The Simpsons Hit & Run släpptes att en uppföljare var på gång. Fast något mer kom aldrig för EA tog över utvecklingen av spel.
I maj 2007 tillkännagav EA att ett nytt spel skulle släppas inom kort, The Simpsons Game. Spelet släpptes på konsolerna Wii, Xbox 360, Nintendo DS, Playstation 2, Playstation Portable och Playstation 3. I maj 2007 avslöjade man också att det skulle släppas en begränsad upplaga av The Simpsons Xbox 360 med en speciell Simpsons-design.
Fiktiva datorspel i TV-serien är Al0en, Angus Pd Gorny's Caper Toss, A Streetcar Named Death, Billy Gramham's Bible Blaster, Bloodstorm, Bonestorm, Bonesquad, Canasta Master, Capt. Noisy, Celebrity Tutopsy, Click, Clack, Coffee Fiend, Comic Shop, Dash Dingo, Death Kill City II: Death Kill Stories, Death Nurse, Death Row, Destroter, Eat my Shorts, Electronic Birthlon, Escape from Tohch, Freeway, Escape from Grandma House, Freeway, Gereal Killer, Hockey Dad, Itchcy Vs Scratchy, Kevin Costner's WaterWorld, Larry the Looter, Lee Carvallo's Putting Challenge, My Dinner with Andre, Operation: Rescuie, Pac Rat, Pack Rat Returns, Panamanian, Polybius, Razor Fight, Remington Steel, Robert Goulet Destroyer, Robot Strampede, Rocky III vs.Clara Peller, Satan's Funhose, Save Hitler's Brain, SimReich, Shark Bait, Super Slugfest, Strongman, Swim Meet, Terminator, Time Waster, Triangel Wars, Touch of Death, Unipede, Word Jammers och Zii Dance Dance Evolution.

## Datorspel
| Titel                                      | År   | Utgivare                        | Plattform(ar) |
| ------------------------------------------ | ---- | ------------------------------- | --- |
| Bart Simpson's Cupcake Crisis              | 1991 | Acclaim Entertainment           | Handhållen |
| The Arcade Game                            | 1991 | Konami                          | Arkad, DOS, Commodore 64, Xbox Live, Playstation Network                                                                                                 |
| Bart vs. the Space Mutants                 | 1991 | Acclaim/Ocean Software          | DOS, ZX Spectrum, Amstrad CPC, Commodore 64, Commodore Amiga, Atari ST, Nintendo Entertainment System, Sega Master System, Mega Drive/Genesis, Game Gear |
| Bart Simpson's Escape from Camp Deadly     | 1991 | Acclaim                         | Game Boy |
| Bart vs. the World                         | 1991 | Acclaim                         | NES, Sega Master System, Game Gear, Commodore Amiga |
| Bart's House of Weirdness                  | 1991 | Konami                          | DOS |
| Bart vs. The Juggernauts                   | 1992 | Acclaim                         | Game Boy |
| Krusty's Fun House                         | 1992 | Acclaim                         | Amiga, NES, DOS, Sega Master System, Game Gear, Game Boy, SNES, Mega Drive/Genesis                                                                       |
| Bartman Meets Radioactive Man              | 1992 | Acclaim                         | NES, Game Gear |
| Bart's Nightmare                           | 1992 | Acclaim                         | Mega Drive/Genesis, SNES |
| Bart & the Beanstalk                       | 1993 | Acclaim                         | Game Boy |
| Itchy & Scratchy in Miniature Golf Madness | 1993 | Acclaim                         | Game Boy |
| Virtual Bart                               | 1994 | Acclaim                         | SNES, Mega Drive/Genesis |
| The Itchy and Scratchy Game                | 1995 | Acclaim                         | SNES, Mega Drive/Genesis, Game Gear |
| Cartoon Studio                             | 1996 | Fox Interactive                 | Microsoft Windows, Mac |
| Virtual Springfield                        | 1997 | Fox Interactive                 | Microsoft Windows, Mac |
| The Simpsons Bowling                       | 2000 | Konami                          | Arkad |
| Night of the Living Treehouse of Horror    | 2001 | Fox Interactive/THQ             | Game Boy Color |
| The Simpsons Wrestling                     | 2001 | Fox Interactive/Activision      | Playstation |
| Road Rage                                  | 2001 | Fox Interactive/Electronic Arts | Playstation 2 GameCube Xbox Game Boy Advance |
| The Simpsons Skateboarding                 | 2002 | Electronic Arts/Fox Interactive | Playstation 2 |
| The Simpsons Hit & Run                     | 2003 | Vivendi Games                   | Playstation 2, GameCube, Xbox, Microsoft Windows |
| The Simpsons Game                          | 2007 | Electronic Arts                 | Xbox 360, Playstation 3, Wii, Nintendo DS, Playstation Portable, Playstation 2                                                                           |
| Minutes to Meltdown                        | 2007 | Electronic Arts                 | Mobil, Windows Mobile |
| Itchy and Scratchy Land                    | 2008 | Electronic Arts                 | Mobil, Windows Mobile |
| The Simpsons Arcade                        | 2009 | Electronic Arts                 | Iphone OS |
| The Simpsons: Tapped Out                   | 2012 | Electronic Arts                 | IOS |